# Rythme n°1
Rythme n°1 est un tableau réalisé par le peintre français Robert Delaunay en 1938. Commande destinée à la décoration du hall des sculptures au Salon des Tuileries, à Paris, cette huile sur toile de grand format représente des figures géométriques colorées. Depuis un don en 1939, elle est conservée au musée d'Art moderne de Paris, qui la considère comme un chef-d'œuvre.